# 14 Syberyjski Pułk Strzelców (Imperium Rosyjskie)
14 Pułk Strzelców Syberyjskich Armii Imperium Rosyjskiego – sformowany 10 kwietnia 1886 r. Święto pułkowe 6 sierpnia.

## Organizacja Pułku
- 10 kwietnia 1886 r. został sformowany Wschodnio-Syberyjski Batalion Liniowy[1],
- 10 maja 1900 r. batalion przeformowano w 14 Wschodnio-Syberyjski Batalion Strzelców w składzie dwóch batalionów,
- 10 lutego 1904 r. batalion przeformowano w 14 Wschodnio-Syberyjski Pułk Strzelców w składzie trzech batalionów,
- 10 maja 1905 r. pułk przeformowano wzmacniając go czwartym batalionem.

Dyslokowany w m. Sreteńsku, czasowo w osadzie Piesczanka koło Czyty – „zabalkajska obłast”. Wchodził w skład Irkuckiego Okręgu Wojskowego. W 1900 jednostka otrzymała sztandar. 12 czerwca 1906 r. sztandar pułkowy oznaczono jako sztandar Gieorgiewski (Jerzego). Naszyto na niego malinową obwódkę, wykonano złote litery i naszywki. Na górze sztandaru wyhaftowano rok założenia pułku – 1886. Drzewce sztandaru – czarne.
Dowódca Pułku – 1 lutego 1913 r. – płk Churamowicz.

## Szlak bojowy
W czasie wojny rosyjsko-japońskiej 1904–1905 Pułk walczył w obronie Port Arthur, za co był wyróżniony wstęgami orderu św. Jerzego z napisem „Za odparcie ataków na górę Juniłazu i wzgórza 163 w dniach 13, 14 i 15 czerwca i mężną obronę Port-Artura w listopadzie 1904”.
Przed rozpoczęciem I wojny światowej (rozpoczęcie mobilizacji 18 sierpnia 1914 r.) 14 Pułk wchodził w skład 4 Syberyjskiej Dywizji Piechoty razem z 13 Pułkiem Strzelców Syberyjskich dyslokowanym w Piesczankie, 15 Pułkiem Strzelców Syberyjskich w m. Mandżurnia Wschodnio-Chińskiej Kolei Żelaznej, 16 Pułkiem Strzelców Syberyjskich w m. Sreteńsk. Dywizja wchodziła w skład 2 Syberyjskiego Korpusu Armijnego. W czasie I wojny światowej 2 Korpus walczył w składzie; 10 Armii – od 2 sierpnia 1914, 12 Armii – od 7 lutego 1915, 3 Armii od 21 lipca – 12 sierpnia 1915, 12 Armii od 12 sierpnia 1915 – 13 lutego 1916, 2 Armii od 14 lutego 1916, 5 Armii od 23 marca – 3 kwietnia 1916, 1 Armii od 21 maja – 1 lipca 1916, 12 Armii od 1 lipca 1916 – grudnia 1917.
Pułk walczył w bitwie przasnyskiej. Brał udział w natarciu na Stary Podoś nad rzeką Orzyc pod dowództwem gen. majora J. Dowbor-Muśnickiego. Za ten wyczyn Dowbor został odznaczony przez Anglików Orderem łaźni. Szlak bojowy Pułku: Bolimów – Przasnysz – Sławatycze – Brześć – Baranowicze – okolice Dźwiny.